# João Ricardo (futebolista)
João Ricardo Pereira Batalha Santos Ferreira, ou simplesmente João Ricardo, (Luanda, 7 de janeiro de 1970) é um ex-guarda-redes de nacionalidade portuguesa e angolana.

## Biografia
João Ricardo nasceu em Luanda, na então Província Ultramarina de Angola. De ascendência portuguesa, foi morar com a família em Portugal aos quatro anos de idade, assim como a maioria dos colonos portugueses durante o processo de independência de Angola. Passou quase toda a carreira em Portugal. Começou sua carreira no Leiria e Marrazes em 1985, profissionalizou-se em 1988 e permaneceu nesse clube até 1993, quando foi transferido para o Académico Viseu, onde ficou até 1998. Nesse mesmo ano foi para os Salgueiros, onde ficou até 2001, quando passa para o Moreirense, onde jogou até 2005. Entre 2006 e 2007 jogou pelo Zob Ahan do Irão. Também em 2007 assinou com um clube da terra de nascimento, o Petro Atlético, onde conquistou o seu único título, o Campeonato Angolano, em 2008, aposentando-se nesse mesmo ano. Ainda jogou, em 2011, pela equipe Semarang United, da Indonésia. Pretende iniciar a carreira de técnico tendo iniciado negociações com o Benfica de Luanda.

### Seleção de Angola-Copa do Mundo de 2006
Foi convocado para a Seleção Angolana pela primeira vez em 1996. Disputou a Copa do Mundo de 2006. Na época da Copa (a primeira disputada por Angola), encontrava-se sem clube desde o ano anterior, mantendo sozinho a forma. Teve grande exibição nas partidas contra México e Irão, onde garantiu dois empates nas duas partidas.

## Títulos
Petro Atlético
- Campeonato Angolano: 2008

## Campanhas de destaque
Seleção de Angola
- Copa do Mundo: 23º lugar - 2006

## Curiosidades
- João Ricardo foi um dos dois brancos do elenco angolano convocado para a Copa do Mundo, ao lado do defensor Figueiredo.